# -どこでもいっしょ- 私なえほん
『-どこでもいっしょ- 私なえほん』（-どこでもいっしょ- わたしなえほん）は、2003年4月24日にPlayStation 2用としてソニー・コンピュータエンタテインメントが発売したゲームソフト。2015年3月18日より、PlayStation 2アーカイブスにて配信開始。

## 概要
話を読み進めながら、プレイヤーが挿し絵や言葉を入力していくことで、シリーズのキャラクターであるポケピ（トロ、ジュン、ピエール、リッキー、スズキ）を主人公にした絵本を作り上げていく。トロと休日同様に、実写風景も存在。

## ゲームの特徴
最初にゲームを始めるとき、『トロと休日』で教えたコトバをそのまま引き継がせることも可能。また、PS2本体に設定された月日に対応して何かの記念日や特定の月日にだけ読むことができる特別な本や、パスワードを入力する事で読める本も登場する。（この場合、コトバや絵の挿入はできない。一部例外あり）
これまでポケピは、3D化された等身大のキャラクターとして描かれていたが、絵本がテーマの本作ではパステル調に描かれている。
舞台となる絵本屋の動画は全てムービーとして仕上げられ、タレントの藤村俊二が店主役で出演しており、ゲームを進めれば店主が登場する絵本を読むことができる。